# 劉宓
劉宓（1479年—？），字德義，山西大同府懷仁縣人，順天府昌平縣（今北京市昌平区）民籍，明朝政治人物。

## 生平
弘治十四年（1501年）辛酉科順天鄉試第二十一名舉人。弘治十八年（1505年）中式乙丑科會試第二百九十名，三甲第二百名進士。官行人司行人。正德五年（1510年），奉旨充副使前往占城封世子沙古卜洛為國王。行至廣東病卒。

## 家族
曾祖劉清，鴻廬寺寺丞；祖父劉晟，進士封戶部郎中；父劉道，左布政使。母韓氏（封宜人）。慈侍下。